# Wii Balance Board

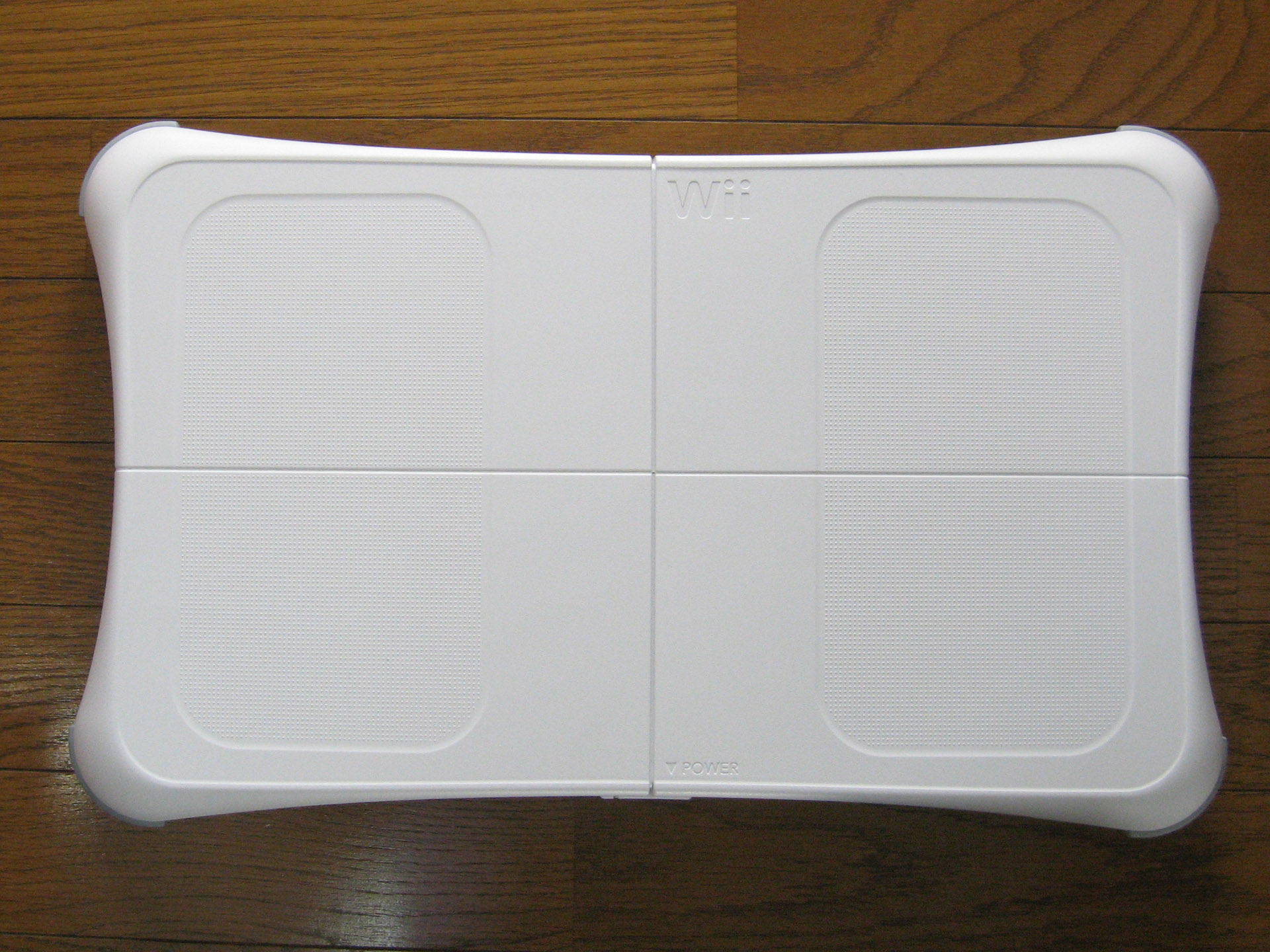
Vista frontal de la Wii Balance Board

Wii Balance Board es un accesorio para la consola Wii de Nintendo que consiste en una tabla capaz de calcular la presión ejercida sobre ella. La primera noticia pública que se obtuvo de su existencia fue el 11 de julio del 2007, en colaboración con el juego Wii Fit para demostrar sus posibilidades.

## Desarrollo
El desarrollo de la tabla estuvo altamente unido y condicionado al desarrollo del videojuego Wii Fit. Nintendo inicialmente contactó con fabricantes de básculas de baño pero finalmente terminó realizando por ella misma el desarrollo. En los primeros modelos de desarrollo, el Wii Balance Board era solamente capaz de medir sólo una presión ya que sólo contenía un sensor. Sin embargo, los desarrolladores se dieron cuenta de que un sensor no suficiente como accesorio para los videojuegos expandiendo posteriormente a dos, y finalmente a 4 sensores.
Durante un largo período del desarrollo, la tabla fue una extensión del WiiMote.

## Software
Wii Fit fue el primer juego que aprovechó las bondades del Wii Balance Board. Shigeru Miyamoto apuntó el potencial del periférico para otros usos.
Wii Fit Plus la secuela de Wii Fit.
We Ski por Namco Bandai Holdings es el primer juego de una third-party de hacer uso del Wii Balance Board, en combinación del Wii Remote y del añadido Nunchuk.
THQ también anunció que All-Star Cheer Squad para la Wii también haría uso del Balance Board.
También se anunció que la versión para la Wii del juego Don King Presents: Prizefighter haría uso del Wii Balance Board en algunos minijuegos de entrenamiento.
Ubisoft anunció, mediante el lanzamiento de un tráiler de la tercera parte de una de sus sagas para la Nintendo Wii, que la tercera parte de Rayman Raving, Rayman Raving Rabbids TV Party, haría uso, en muchos de sus minijuegos, del accesorio Wii Balance Board.

### Juegos compatibles con el periférico
| - Wii Fit - Wii Fit Plus - Family Ski/We Ski - Don King Presents: Prizefighter - G1 Jockey Wii 2008 - All-Star Cheer Squad - Rayman Raving Rabbids TV Party - Shaun White Snowboarding: Road Trip - Babysitting Party - Skate It | - Tetris Party (WiiWare) - Wii Music - Jillian Michaels' Fitness Ultimatum 2009 - Yoga Wii - Imagine Fashion Party - Kororinpa 2 - RTL Winter Sports 2009 - RTL Biathlon 2009 - THE INCDIBLE MAZE (wii ware) - Wii Fit Plus | - Mario & Sonic At the Olympic Winter Games - Punch-Out!! - James Cameron's Avatar: The Game - Dance Dance Revolution Hottest Party 3 - All Star Cheerleader - Go Vacation - EA Sports Active - EA Sports Active II - Equilibrio (WiiWare) |